# Приз Джесси Оуэнса
Награда Джесси Оуэнса (англ. Jesse Owens Award) вручается Ассоциацией лёгкой атлетики США лучшему легкоатлету страны ежегодно с 1981 года. Названа в честь выдающегося американского легкоатлета, четырёхкратного чемпиона Олимпийских игр в Берлине. В 1996 году награда была разделена на две категории — отдельно для мужчин и для женщин. Победителей обычно объявляют в конце ноября или в начале декабря, после завершения легкоатлетического сезона. До 2008 года кавалеров награды определяли только журналисты, освещающие лёгкую атлетику США; начиная с 2009 года в голосовании смогли принимать участие и болельщики через веб-сайт Ассоциации лёгкой атлетики США (вклад болельщиков в общий результат составляет 10 %). Победители получаю копию награды, в то время как оригинал хранится в штаб-квартире Ассоциации лёгкой атлетики США в Индианаполисе (штат Индиана).
Ряд спортсменов получал награду несколько раз: Джекки Джойнер-Керси была первой легкоатлеткой, одержавшей две победы подряд (1986, 1987), а Карл Льюис завоевал свою вторую награду в 1991 году. Майкл Джонсон был первым спортсменом, завоевавшим награду три раза, а Марион Джонсон стала первой женщиной, ставшей лучшей легкоатлеткой года три раза, победив в 1997, 1998 и 2002 годах. Наибольшее же количество наград завоевала спринтерша Эллисон Феликс — пять. Последними на данный момент обладателями награды являются Эштон Итон и Эллисон Феликс.

## Список обладателей

### Общая
| Год  | Фото | Победитель              | Дисциплина               | Достижения в этом году | Прим.       |
| ---- | ---- | ----------------------- | ------------------------ | --- | ----------- |
| 1981 |      | Эдвин Мозес             | Бег с барьерами          | Первое место в беге на 400 метров с барьерами на континентальном кубке IAAF в Риме, Италия. | [ 4 ]       |
| 1982 |      | Карл Льюис              | Спринт/Прыжок в длину    | Установил рекорд в прыжке в длину для равнинных стадионов. Занял первое место в рейтинге лучших бегунов на 100 метров, и в прыжках в длину.                                                                                                 | [ 5 ] [ 6 ] |
| 1983 |      | Мери Декер              | Бег на средние дистанции | Первое место в беге на 1500 метров и в беге на 3000 метров на чемпионате мира по лёгкой атлетике 1983 года в Хельсинки, Финляндия. | [ 7 ]       |
| 1984 |      | Джоан Бенуа             | Марафон                  | Первое место в марафоне на летних Олимпийских играх в Лос-Анджелесе, США. | [ 8 ]       |
| 1985 |      | Уилли Бэнкс             | Тройной прыжок           | Установил мировой рекорд в тройном прыжке — 17,97 м на чемпионате США по лёгкой атлетике. | [ 9 ]       |
| 1986 |      | Джекки Джойнер-Керси    | Прыжок в длину/Семиборье | Стала первой женщиной, набравшей более 7000 очков в семиборье. | [ 10 ]      |
| 1987 |      | Джекки Джойнер-Керси    | Прыжок в длину/Семиборье | Первое место в прыжке в длину и в семиборье на чемпионате мира по лёгкой атлетике 1987 года в Риме, Италия. | [ 10 ]      |
| 1988 |      | Флоренс Гриффит-Джойнер | Спринт                   | Первое место в беге на 100 метров, в беге на 200 метров, в эстафете 4 по 100 метров и второе место в эстафете 4×400 метров на Олимпийских играх 1988 года в Сеуле, Республика Корея. Установила мировые рекорды в беге на 100 и 200 метров. | [ 11 ]      |
| 1989 |      | Роджер Кингдом          | Бег с барьерами          | Установил мировой рекорд в беге на 110 метров с барьерами — 12,92 на соревнованиях в Цюрихе, Швейцария. | [ 12 ]      |
| 1990 |      | Линн Дженнингс          | Бег на длинные дистанции | Первое место на чемпионате мира по бегу по пересечённой местности в Экс-ле-Бене, Франция. Установила мировой рекорд в беге на 5000 метров в закрытых помещениях.                                                                            | [ 13 ]      |
| 1991 |      | Карл Льюис              | Спринт/Прыжок в длину    | Установил мировой рекорд в беге на 100 метров и в эстафете 4×400 метров. Первое место в беге на 100 метров, в эстафете 4×100 метров и второе место в прыжке в длину на чемпионате мира по лёгкой атлетике 1991 года в Токио, Япония.        | [ 5 ]       |
| 1992 |      | Кевин Янг               | Бег с барьерами          | Установил мировой рекорд в беге на 400 метров с барьерами — 46,78 на чемпионате США по лёгкой атлетике. Первое место в беге на 400 метров с барьерами на Олимпийских играх в Барселоне, Испания.                                            | [ 14 ]      |
| 1993 |      | Гейл Диверс             | Спринт/Бег с барьерами   | Первое место в беге на 100 метров на чемпионате мира по лёгкой атлетике 1993 года и в беге на 100 метров с барьерами в Штутгарте, Германия.                                                                                                 | [ 15 ]      |
| 1994 |      | Майкл Джонсон           | Спринт                   | Занял первое место в рейтинге лучших бегунов на 200 и 400 метров. | [ 16 ]      |
| 1995 |      | Майкл Джонсон           | Спринт                   | Первое место в беге на 200 метров, 400 метров и в эстафете 4×400 метров на чемпионате мира по лёгкой атлетике 1995 года в Гётеборге, Швеция.                                                                                                | [ 16 ]      |

### Мужчины
| Год  | Фото | Победитель           | Дисциплина               | Достижения в этом году | Прим.  |
| ---- | ---- | -------------------- | ------------------------ | --- | ------ |
| 1996 |      | Майкл Джонсон        | Спринт                   | Первое место в беге на 200 и 400 метров на Олимпийских играх 1996 года в Атланте, США. Установил мировой рекорд в беге на 200 метров. | [ 16 ] |
| 1997 |      | Аллен Джонсон        | Бег с барьерами          | Первое место в беге на 110 метров с барьерами на чемпионате мира 1997 года в Афинах, Греция. | [ 17 ] |
| 1998 |      | Джон Година          | Толкание ядра            | Выиграл все соревнования по толканию ядра в которых участвовал. Выиграл шесть финалов в сезоне по метанию диска. | [ 18 ] |
| 1999 |      | Морис Грин           | Спринт                   | Установил мировой рекорд в беге на 100 метров — 9,79 с. Первое место в беге на 100 метров, 200 метров и в эстафете 4×100 метров на чемпионате мира 1999 года в Севильи, Испания. | [ 19 ] |
| 2000 |      | Энджело Тейлор       | Спринт/Бег с барьерами   | Первое место в беге на 400 метров с барьерами и в эстафете 4×400 метров на Олимпийских играх 2000 года в Сиднее, Австралия. | [ 20 ] |
| 2001 |      | Джон Година          | Толкание ядра            | Первое место в толкании ядра на чемпионате мира по лёгкой атлетике 2001 года в Эдмонтоне, Канада. Первое место в толкании ядра на чемпионате мира по лёгкой атлетике в помещении 2001 года в Лиссабоне, Португалия. | [ 21 ] |
| 2002 |      | Тим Монтгомери       | Спринт                   | Установил мировой рекорд в беге на 100 метров — 9,78 с. | [ 22 ] |
| 2003 |      | Том Паппас           | Десятиборье              | Первое место в десятиборье на чемпионате мира по лёгкой атлетике 2003 года в Сен-Дени, Франция. Первое место в семиборье на чемпионате мира по лёгкой атлетике в помещении 2003 года в Бирмингеме, Великобритания. | [ 23 ] |
| 2004 |      | Джастин Гэтлин       | Спринт                   | Первое место в беге на 100 метров, второе место в эстафете 4 по 100 метров и третье место в беге на 200 метров на Олимпийских играх 2004 года в Афинах, Греция. | [ 24 ] |
| 2005 |      | Джастин Гэтлин       | Спринт                   | Первое место в беге на 100 и 200 метров на чемпионате мира по лёгкой атлетике 2005 года в Хельсинки, Финляндия. | [ 25 ] |
| 2006 |      | Джереми Уоринер      | Спринт                   | Победитель всех шести этапов Золотой лиги IAAF. | [ 26 ] |
| 2007 |      | Тайсон Гэй           | Спринт                   | Первое место в беге на 100 метров, 200 метров и в эстафете 4×100 метров на чемпионате мира по лёгкой атлетике 2007 года в Осаке, Япония. | [ 27 ] |
| 2008 |      | Брайан Клэй          | Десятиборье              | Первое место в десятиборье на Олимпийских играх 2008 года в Пекине, Китай. | [ 28 ] |
| 2009 |      | Тайсон Гэй           | Спринт                   | Второе место в беге на 100 метров на чемпионате мира по лёгкой атлетике 2009 года в Берлине, Германия. Установил рекорд США в беге на 100 метров. | [ 2 ]  |
| 2010 |      | Дэвид Оливер         | Бег с барьерами          | Выиграл Бриллиантовую лигу IAAF в беге на 110 метров с барьерами. | [ 3 ]  |
| 2011 |      | Джесси Уильямс       | Прыжок в высоту          | Первое место в прыжках в высоту на чемпионате мира по лёгкой атлетике 2011 года в Тэгу, Республика Корея. Выиграл Бриллиантовую лигу IAAF в прыжках в высоту. | [ 29 ] |
| 2012 |      | Эштон Итон           | Десятиборье/Семиборье    | Первое место в десятиборье на Олимпийских играх 2012 года в Лондоне, Великобритания. Первое место в семиборье на чемпионате мира по лёгкой атлетике в помещении 2012 года в Стамбуле, Турция. Установил мировой рекорд по количеству в десятиборье и в семиборье, а также два мировых рекорда в дисциплинах десятиборья — в беге на 100 метров и в прыжках в длину. | [ 30 ] |
| 2013 |      | Лашон Мерритт        | Спринт                   | Первое место в беге на 400 метров и в эстафете 4×400 метров на чемпионате мира по лёгкой атлетике 2013 года в Москве, Россия. Выиграл Бриллиантовую лигу IAAF в беге на 400 метров. | [ 31 ] |
| 2014 |      | Мебрахтом Кефлезигхи | Бег на длинные дистанции | Победитель Бостонского марафона | [ 32 ] |
| 2015 |      | Эштон Итон           | Десятиборье              | Первое место в десятиборье на чемпионате мира по лёгкой атлетике 2015 года в Пекине, Китай. | [ 33 ] |

### Женщины
| Год                       | Фото | Победитель            | Дисциплина               | Достижения в этом году | Прим.  |
| ------------------------- | ---- | --------------------- | ------------------------ | --- | ------ |
| 1996                      |      | Гейл Диверс           | Спринт                   | Первое место в беге на 100 метров и в эстафете 4×100 метров на Олимпийских играх 1996 года в Атланте, США. | [ 16 ] |
| 1997                      |      | Марион Джонс          | Спринт                   | Первое место в беге на 100 метров и в эстафете 4×100 метров на чемпионат мира по лёгкой атлетике 1997 года в Афинах, Греция.                                                                                                  | [ 17 ] |
| 1998                      |      | Марион Джонс          | Спринт                   | Первое место в беге на 100 метров и в беге на 200 метров на Континентальном кубке IAAF в Йоханнесбурге, ЮАР. | [ 18 ] |
| 1999                      |      | Ингер Миллер          | Спринт                   | Первое место в беге на 200 метров и второе место в беге на 100 метров на чемпионате мира по лёгкой атлетике 1999 года в Севильи, Испания.                                                                                     | [ 19 ] |
| 2000                      |      | Стейси Драгила        | Прыжок с шестом          | Первое место в прыжках с шестом на Олимпийских играх 2000 года в Сиднее, Австралия. | [ 20 ] |
| 2001                      |      | Стейси Драгила        | Прыжок с шестом          | Первое место в прыжках с шестом на чемпионате мира по лёгкой атлетике 2001 года в Эдмонтоне, Канада. | [ 21 ] |
| 2002                      |      | Марион Джонс          | Спринт                   | Стала первой спринтершей в США за последние семь лет, не проигравшей ни разу в сезоне. Одержала 16 побед в беге на 100 метров, 4 победы в беге на 200 метров и одну победу в беге на 400 метров.                              | [ 22 ] |
| 2003                      |      | Дина Кастор           | Бег на длинные дистанции | Установила рекорд США в марафонском беге. | [ 23 ] |
| 2004                      |      | Джоанна Хейз          | Бег с барьерами          | Первое место в беге на 100 метров с барьерами на Олимпийских играх 2004 года в Афинах, Греция. Установила олимпийский рекорд в беге на 100 метров с барьерами.                                                                | [ 24 ] |
| 2005                      |      | Эллисон Феликс        | Спринт                   | Первое место в беге на 200 метров на чемпионате мира по лёгкой атлетике 2005 года в Хельсинки, Финляндия. | [ 25 ] |
| 2006                      |      | Саня Ричардс          | Спринт                   | Победитель Золотой лиги IAAF в беге на 400 метров. | [ 26 ] |
| 2007                      |      | Эллисон Феликс        | Спринт                   | Первое место в беге на 200 метров, в эстафете 4×100 метров и в эстафете 4 по 400 метров на чемпионате мира по лёгкой атлетике 2007 года в Осаке, Япония.                                                                      | [ 27 ] |
| 2008                      |      | Стефани Браун-Трафтон | Метание диска            | Первое место в метании диска на Олимпийских играх 2008 года в Пекине, Китай. | [ 28 ] |
| 2009                      |      | Саня Ричардс          | Спринт                   | Первое место в беге на 400 метров и в эстафете 4×400 метров на чемпионате мира по лёгкой атлетике 2009 года в Берлине, Германия.                                                                                              | [ 2 ]  |
| 2010                      |      | Эллисон Феликс        | Спринт                   | Победитель Бриллиантовой лиги IAAF в беге на 200 и 400 метров. | [ 3 ]  |
| 2011                      |      | Кармелита Джетер      | Спринт                   | Первое место в беге на 100 метров и в эстафете 4×100 метров, второе место в беге на 200 метров на чемпионате мира по лёгкой атлетике 2011 года в Тэгу, Япония. Победитель Бриллиантовой лиги IAAF в беге на 100 и 200 метров. | [ 29 ] |
| 2012                      |      | Эллисон Феликс        | Спринт                   | Первое место в беге на 200 метров, в эстафете 4×100 метров и в эстафете 4×400 метров на Олимпийских играх 2012 года в Лондоне, Великобритания.                                                                                | [ 30 ] |
| Приз Джекки Джойнер-Керси |      |                       |                          | |        |
| 2013                      |      | Брианна Роллинс       | Бег с барьерами          | Первое место в беге на 100 метров с барьерами на чемпионате мира по лёгкой атлетике 2013 года в Москве, Россия. | [ 31 ] |
| 2014                      |      | Дженнифер Симпсон     | Бег на средние дистанции | Победитель Бриллиантовой лиги IAAF 2014. | [ 32 ] |
| 2015                      |      | Эллисон Феликс        | Спринт                   | Первое место в беге на 400 м на чемпионате мира по лёгкой атлетике 2015 года в Пекине, Китай. | [ 33 ] |